# Pharomitrium marginatum
Pharomitrium marginatum là một loài rêu trong họ Pottiaceae. Loài này được (Hook. f. & Wilson) A. Jaeger mô tả khoa học đầu tiên năm 1875.